# Глеб (Покровский)
Архиепи́скоп Глеб (в миру Васи́лий Ники́тич Покро́вский; 8 (20) апреля 1881, станция Сходня, Московская губерния — 3 ноября 1937, Новоивановское отделение Сиблага, Кемеровская область) — епископ Русской православной церкви, архиепископ Свердловский и Ирбитский.

## Биография
Родился в семье железнодорожного служащего. Окончил Калужскую духовную семинарию (1904). В 1917—1921 учился в Московской духовной академии.
С 1904 года — священник храма села Никитино Мещовского уезда Калужской епархии. С 1906 года — калужский уездный миссионер, исполнял обязанности законоучителя и заведующего церковно-приходской школой, одновременно служил на приходах Калужской епархии.
С 1917 года служил в Московской епархии, дважды находился под судом. С 1921 года — священник в селе Наро-Фоминском Московской губернии.
23 декабря 1923 года хиротонисан во епископа Михайловского, викарий Рязанской епархии. В 1924—1925, когда рязанский архиепископ Борис (Соколов) был выслан за пределы Рязанской губернии, владыка Глеб фактически управлял епархией. Активно боролся с обновленцами, часто посещал приходы, в том числе находившиеся в отдалённых сёлах. Отказался от предложения местного отдела ГПУ провести под контролем власти съезд духовенства и мирян, на котором выбрать нового правящего архиерея вместо архиепископа Бориса.
В сентябре 1925 был арестован вместе с владыкой Борисом и членами епархиальной канцелярии. Под давлением был вынужден подписать составленное в отделе ГПУ обращение к верующим, в котором признавались факты нарушения законодательства. В марте 1926 постановлением Особого совещания ОГПУ был приговорён к трём годам лишения свободы; срок заключения отбывал в Соловецком лагере особого назначения. Участвовал в составлении так называемой «Памятной записки соловецких епископов» (27 мая/9 июня 1926), выразившей волю группы заключённых архиереев. Она имела целью разработать основы для сосуществования церкви и государственной власти и продолжала линию церковной политики Патриарха Тихона.
В августе 1928 был освобождён, жил в городе Кашине под надзором.
8 июля 1932 года назначен епископом Соликамским, викарием Пермской епархии.
16 июня 1933 года назначен епископом Пермским. 9 июля 1934 года возведён в сан архиепископа.
2 апреля 1935 года назначен временно управляющий Свердловской епархией.
Находясь на Пермской кафедре, проявил себя талантливым проповедником, организовал хор в кафедральном соборе, помогал репрессированным и бедствовавшим священнослужителям.
В сентябре 1935 был арестован, находился в заключении в Перми, затем в Свердловске. 31 марта 1936 постановлением Специальной коллегии Свердловского областного суда приговорён к десяти годам лишения свободы. Был оправлен в Новоивановское отделение Сиблага, где в 1937 был вновь арестован по обвинению в участии в деятельности «контрреволюционной группировки заключённых из бывших служителей культа». Виновным себя не признал. 28 октября 1937 постановлением Тройки УНКВД по Новосибирской области приговорён к расстрелу. Через несколько дней расстрелян.